# Августин Ротундус
Августин Ротундус (Ротундус Мелеський,пол. Augustyn Mieleski-Rotundus; бл. 1520, Велюнь — 20 березня 1582) — литовський історик та правник, діяч контрреформації.

## Біографія
Народився в м. Велюнь (нині місто Лодзиньського воєводства, Польща) в сім'ї міщан. Навчався в Познані (Польща), Віттенберзі (Німеччина), Кракові, Падуї та Феррарі (обидва міста в Італії; доктор обох прав). Королівський секретар із 1549, віленський війт із 1552. Нобілітований 1568. На вальних сеймах 1565/66 і 1569 включався до кола осіб, які займалися редагуванням Литовського статуту (див. Статути Великого князівства Литовського). Співпрацював з єпископами С.Гозієм, В.Протасовичем, Я.-Д.Соліковським, поборюючи протестантські впливи в Литві. Сприяв постанню єзуїтського колегіуму у Вільнюсі (1569). За бажанням короля польського і великого князя литовського Сигізмунда II Августа підготував (після 1551) нарис історії Великого князівства Литовського під назвою «Cronica sive historia Lithuaniae» («Хроніка або історія Литви»; загинув, знаний із дрібніших уривків і витягів). Патронував М.Стрийковського, надав йому чимало власних історичних матеріалів.
Ротундус полемізував з приводу унії Литви та Польщі зі С.Оріховським. Є автором твору «Rozmowa Polaka z Litwinem» (бл. 1565, видав Ю.Коженьовський 1890), де виступив проти програми прямої інкорпорації ВКЛ до Королівства Польського.